# Ernst Hempel
Ernst Hermann Hempel (* 5. Oktober 1856 in Stollberg/Erzgeb.; † 28. Mai 1913 ebenda) war ein erzgebirgischer sozialkritischer Mundartdichter.

## Leben und Werk
Der Sohn eines Leinewebers in Stollberg besuchte dort die Volksschule und wurde wie sein Vater Hausweber. Aufgrund des zu niedrigen Einkommens schulte er zum Maurer um. Er verfasste in seiner Freizeit rund 50 Gedichte in erzgebirgischer Mundart, die meist sozialkritisch waren. Eine Auswahl davon erschien 1902 unter dem Titel „Stückle aus Stollwerich“ im Sächsischen Volksschriftenverlag. 2008 wurde dieser Band als Reprint bei Otto Regel Druckwerkstätten Stollberg neu aufgelegt.
Hempel war Vater von zwölf Kindern, von denen nur vier das Kleinkindalter überlebten.